# 22 avril 1923
Le dimanche 22 avril 1923 est le 112e jour de l'année 1923.

## Naissances
- Aaron Spelling (mort le 23 juin 2006), acteur américain
- André Campo (mort le 1er octobre 2008), footballeur français
- Bettie Page (morte le 11 décembre 2008), mannequin américain
- Geoffrey Hattersley-Smith (mort le 21 juillet 2012), géologue et glaciologue anglais
- Gero Wecker (mort le 24 juin 1974), producteur cinématographique allemand
- Paula Fox (morte le 1er mars 2017), écrivain américaine
- Peggy Knudsen (morte le 11 juillet 1980), actrice américaine
- Sol Brodsky (mort le 4 juin 1984), dessinateur et éditeur américain
- Vratislav Effenberger (mort le 10 août 1986), théoricien tchèque de la littérature

## Décès
- Joseph Tardif (né le 27 octobre 1855), historien français